# Cabestana tabulata
Cabestana tabulata is een slakkensoort uit de familie van de Cymatiidae. De wetenschappelijke naam van de soort werd voor het eerst geldig gepubliceerd in 1843 door Menke.